# Gui de Cavaillon
Gui de Cavaillon (fl. 1200-1229) est un troubadour de langue d'oc, identifié à Guionet, et Esperdut,. Il est peut-être l'auteur anonyme de la seconde partie de la Chanson de la croisade albigeoise,. Il semble également devoir être identifié à Guido (de Cabanas),. Après avoir été considéré comme un pseudonyme de Gui de Cavaillon, Cabrit est maintenant identifié à Guilhem Aldebert Cabrit. Gui de Cavaillon est notamment l'auteur d'une chanson tensos, et d'un sirventès, en collaboration avec Pons de Monlaur.

## Biographie
Gui (« Guy ») naît vers 1175, dans le marquisat de Provence. Il est issu de la famille de seigneurs de Cavaillon. Il est le fils Bertran (« Bertrand ») de Cavaillon auquel le comte Raymond V de Toulouse confia d'importantes missions diplomatiques. Il a deux frères : Jaufre (« Geoffroy ») et Amelh (« Amiel »).
Gui est un chevalier. En 1200, il est témoin de deux privilèges au monastère de La Celle, délivrés à Montpellier et à Brignoles. En mai 1204, il est le garant d'Alphonse II dans son traité avec le comte Guillaume II de Forcalquier prévoyant l'union de leurs deux comtés. En juin de la même année, il est garantie de la charte de mariage de Pierre II d'Aragon et Marie de Montpellier. En octobre de la même année, il est témoin, à Marseille, du testament par lequel Alphonse II et son frère aîné Pierre II se nomment héritiers réciproques. En 1207 à Arles, il assiste aux arbitrages et pactes par lesquels le comte de Provence entend mettre fin aux luttes qui opposent les seigneurs de la Cité à ceux du Vieux-Bourg.
Partisan fidèle du comte Raymond VII de Toulouse, Gui est à ses côtés depuis 1216. En 1215, il accompagne le Raymond VI de Toulouse et son fils, futur Raymond VII à Rome où se tient le quatrième concile du Latran. En 1216, il participe au siège de Beaucaire. Vers 1216, il est viguier de Raymond VI. En 1220, aux côtés de Raymond VII, il défend Castelnaudary, encerclée par les troupes d'Amaury VI de Montfort,. Gui est envoyé en ambassade tant auprès du roi Philippe II de France que du pape Honoré III. Vers 1225, il reçoit de Raymond VII le titre de vicomte de Cavaillon. À partir de février 1229, il entre dans un procès avec l'évêque de Cavaillon au sujet de leurs droits respectifs sur la Roquette, Saint-Phalès et Saint-Ferréol,. En avril 1229, Gui fait partie des vingt otages remis à Thibaut IV de Champagne en garantie des clauses du traité de Paris prévoyant la destruction des murs de Toulouse,. On perd sa trace jusque vers 1251-1252 où on le retrouve comme frère à la commanderie templière de Saint-Gilles.

La Vida de Gui de Cavaillon le présente ainsi : 
« Fo un gentils bars de Proensa, seigner de Cavalhon, larcs hom e cortes, et avinens cavalliers, e mout amatz de domnas e per totas gens ; e bons cavaliers d'armas e bons guerrers. E fetz bonas tensons e bonas coblas d'amor et de solatz. »
—  Anonyme ,  Vida. 

« Il était noble baron de Provence, seigneur de Cavaillon, courtois et gracieux chevalier, très aimé des dames et recherché de tous, bon chevalier et bon guerrier. Il fit de belles chansons et de beaux poèmes d'amour et de divertissement. »
— Hélène Maignan (trad.), Vie.
La seconde partie de la Chanson de la Croisade relate les exploits de Gui de Cavaillon. En août 1216, au cours du siège de Beaucaire, place forte défendue par les croisés, il veille avec succès à la garde du bélier, fabriqué pour abattre le donjon, aux côtés de la milice de Vallabrègues. Après la prise de la forteresse, monté sur un cheval arabe, il repousse une attaque des Français ; il abat Guillaume de Berlit, un chevalier champenois, que les partisans du comte de Toulouse s'empressent de pendre sur un olivier en fleurs.

## Œuvre
- Ben avetz auzit qu'en Ricas Novas ditz de mi[22] (PC 192,1) : échange avec son ami, Peire Bremon Ricas Novas[23] ;
- Doas coblas farai en aquest so[22] (PC 192,2) : échange avec son collègue, Bertran Folco d'Avignon[23] ;
- Mantel vil de croi fil, a mon dan vos comprei[24] (PC 192,3)
- Seigneiras e cavals armatz[24] (PC 192,4) : échange avec son rival, Guillaume Ier des Baux-Orange[23] ;
- Seigner coms, saber volria[24] (PC 192,5) : échange avec le comte Raymond VII de Toulouse[23] ;
- Vos que·m semblatz dels corals amadors[24] (PC 192,6)

Diminutif de Gui, Guionet est un senhal peut-être utilisé pour les œuvres de jeunesse de Gui de Cavaillon.
Sobriquet humoristique, Esperdut (« le perdu ») est un autre senhal de Gui de Cavaillon :
- Lo dezirier e·l talan e l'enveya : unique canso conservée de Gui de Cavaillon ; il est probable qu'elle s'adresse à Garsende de Sabran[19]
- Qui no dizia·ls fagz dolens[26] : un sirventes[3] ;
- Seign'en Pons de Monlaur, per vos[26] : un partimen avec Pons de Montlaur[3].

## Domaine
Gui de Cavaillon possède un domaine en coseigneurie avec ses frères. Il comprend :
- la seigneurie de Peyrolles qu'en 1211, l'archevêque d'Aix acquiert pour 36 000 sous[19] ;
- des droits sur le village de Roussillon qu'en 1225, Isarn d'Entrevennes achète pour 7 000 sous[19] ;
- des droits sur la Roque, Saint-Phalez et Saint-Ferréol[19].

## Héraldique
Nul sceau de Gui de Cavaillon ne nous est parvenu. Nous savons que le lion ornait le champ de ses armes.